# 苏家庄镇
苏家庄镇，是中华人民共和国河北省邢台市宁晋县下辖的一个乡镇级行政单位。

## 行政区划
苏家庄镇下辖以下地区：
苏家庄村、赵羊杯村、孙羊杯村、毕家寨村、汤家寨村、小杨庄村、段羊杯村、段木庄村、司马村、王家庄村、北朱家庄村、浩固村、李羊杯村、疙瘩头村、高庄合村、东丁村、西丁村、南高李村、北高李村、东马庄村、西马庄村和伍烈霍村。